# Saving Christmas
Saving Christmas (a veces referida como Kirk Cameron's Saving Christmas) es una película de 2014 dirigida por Darren Doane y escrita por Doane y Cheston Hervey. Protagonizada por Kirk Cameron, Doane, Bridgette Ridenour, David Shannon, Raphi Henly, y Ben Kientz, la película fue estrenada por Samuel Goldwyn Films el 14 de noviembre de 2014.

## Trama
La película comienza cuando Kirk Cameron se sienta en una silla junta a la chimenea, hablando directamente a la audiencia. Le cuenta a la audiencia su amor hacia la Navidad mientras dice que las imágenes tradicionales de la Navidad están "mal" y tienen "nada que ver con la Navidad", culpando a los ateos de querer quitarle el feriado a los cristianos. Además, sugiere que Santa Claus/Papá Noel es cristiano. 
Kirk va a una fiesta de Navidad a la casa de su hermana (Bridgette Ridenour interpretando a la hermana real de Kirk, Candace Cameron). Mientras está en la fiesta, nota que su cuñado, Christian, no está celebrando con los demás. Cuando le pregunta por qué parece triste, Christian le dice que el día festivo se ha comercializado y vuelto consumista. Kirk le dice a Christian que está equivocado y le recuerda sobre las historias bíblicas. Dos invitados discuten teorías de conspiración.  
Mientras, Christian se queja de que ciertos elementos navideños, como el árbol de Navidad, no tienen origen bíblico. Kirk le dice que los árboles navideños son idea de Dios, que él fue quien creó los árboles. También le explica que el árbol representa la cruz cristiana y sugiere que la audiencia vea una cruz cada vez que miran un árbol. El cuñado de Kirk está convencido de sus argumentos, pero después se queja de Santa Claus porque lo ve como la obliteración de Jesús. Nota que "Santa" y "Satanás" contienen las mismas letras, pero Kirk le dice que el Santa Claus original (antes de su re interpretación por la cultura occidental) fue en realidad San Nicolás, golpeando a los que no son creyentes y gente que no creía suficientemente, dejando a Santa como una buena figura religiosa. Su cuñado está convencido de que "Santa es el hombre".
Christian ahora está convencido de la fidelidad navideña hacia sus raíces religiosas y ambos regresan a la fiesta. Kirk le explica que los regalos navideños representan a Jerusalén, y que la Navidad hace "lo que quiere Dios", quien como siempre le da muchos regalos a la humanidad. Él sugiere que regrese la Navidad al cristianismo, a sus hijos. Su cuñado, como regalo a su esposa, organiza la misma noche un baile de hip-hop representando la alegría navideña, invitando a otros que bailen y oren juntos. Kirk les pide a todos que festejen, sugiriendo que la misma audiencia organice su mejor cena de Navidad, pero que nunca olviden que es una celebración para Dios.

## Elenco
- Kirk Cameron como Kirk.
- Bridgette Ridenour como la hermana de Kirk.
- Darren Doane como Christian White, el cuñado de Kirk.
- David Shannon
- Raphi Henly
- Ben Kientz

## Estreno
La película debutó en 410 pantallas el 14 de noviembre de 2014. En sus dos semanas de duración, la película recaudó 2,5 millones de dólares en taquilla.

## Críticas
En Rotten Tomatoes la película tiene una puntuación de 0%, basado en 12 críticas. En Metacritic, la película tiene una puntuación de 18 sobre 100. En IMDb tiene una puntuación de 1.4/10, la más baja de toda la plataforma.